# Johanna Debreczeni
Johanna Debreczeni (Tampere, 28 aprile 1980) è una cantante finlandese.

## Biografia
Per metà ungherese, Johanna Debreczeni è salita alla ribalta nel 2004 con la sua partecipazione al festival del tango finlandese Seinäjoen Tangomarkkinat, dove è stata eletta vincitrice e incoronata regina del tango. La vittoria alla rassegna le ha fruttato un contratto discografico con la Mediamusiikki, su cui ha pubblicato il suo album di debutto Parempaa l'anno successivo, che ha debuttato al 39º posto nella classifica finlandese.

## Discografia

### Album in studio
- 2005 – Parempaa
- 2008 – Lanteet kertovat sen
- 2013 – Lumenvalkeaa (con Jouni Keronen)

### Singoli
- 2004 – Parempaa
- 2005 – Ikävä jää
- 2005 – Nimi/Isä
- 2006 – En kuole kyyneliin
- 2007 – Lanteet kertovat sen
- 2008 – Saat katsoo muttet koskettaa
- 2009 – Et silti kyyneltä nää
- 2011 – Aika sulkee ympyrän
- 2011 – Teemme toisemme paremmiksi
- 2013 – Lumenvalkeaa (con Jouni Keronen)
- 2016 – Yksi rakkauden yö